# Vadul-Rașcov
Koordinaten: 47° 56′ N, 28° 50′ O
Vadul-Rașcov ist ein Dorf im Rajon Șoldănești im Nordosten der Republik Moldau. Es liegt nördlich der Rajonshauptstadt Șoldănești direkt am östlich fließenden Dnister und direkt an der östlich verlaufenden Grenze zu Transnistrien. Im Jahr 2004 lebten im Dorf 1.648 Einwohner.

## Persönlichkeiten
- Dumitru Matcovschi (1939–2013), moldauischer Schriftsteller
- Iurie Darie (1929–2012), rumänischer Schauspieler